# Pronauphoeta viridula
Pronauphoeta viridula är en kackerlacksart som först beskrevs av Palisot de Beauvois 1805.  Pronauphoeta viridula ingår i släktet Pronauphoeta och familjen jättekackerlackor. Inga underarter finns listade i Catalogue of Life.